# Michael Shepley
Michael Shepley (Plymouth, 29 de setembro de 1907 – Londres, 28 de setembro de 1961), nasceu Michael Shepley-Smitth, foi um ator britânico, atuando em filmes e televisão entre 1931 e 1961.

## Filmografia selecionada
- Black Coffee (1931)
- A Shot in the Dark (1933)
- Lord Edgeware Dies (1934)
- Are You a Mason? (1934)
- Not Wanted on Voyage (1957)
- Gideon's Day (1958)
- Dunkirk (1958)
- Just Joe (1960)
- Double Bunk (1961)
- Don't Bother to Knock (1961)